# کوزه پر
کوزه پر (به تامیلی: Nirai Kudam) یا پارچ پر (به انگلیسی: Full Pitcher) فیلمی هندی محصول سال ۱۹۶۹ و به کارگردانی موکتا سریناواسام است. در این فیلم بازیگرانی همچون سیواجی گانسان، وانیسیری و مانوراما ایفای نقش کرده‌اند.